# Clip Studio Paint

Clip Studio Paint (anteriormente comercializado como Manga Studio na América do Norte), informalmente conhecido no Japão como Kurisuta (クリスタ) ,  é uma família de aplicativos de software desenvolvidos pela empresa japonesa de software gráfico Celsys. É utilizado para criação digital de quadrinhos , ilustração geral e animação 2D . O software está disponível em versões para macOS , Windows , iOS , iPadOS , Android e ChromeOS .
O aplicativo é vendido em edições com diversos conjuntos de recursos. A edição completa é um programa de desenho em camadas baseado em página, com suporte para bitmap e arte vetorial , texto, modelos 3D importados e animação quadro a quadro. Ele foi projetado para uso com uma caneta e uma mesa gráfica ou tablet . Possui ferramentas de desenho que emulam mídias naturais como lápis, canetas e pincéis, além de padrões e decorações. Ele se diferencia de programas semelhantes pelos recursos projetados para a criação de quadrinhos: ferramentas para criação de layouts de painéis, réguas de perspectiva, esboços, tinta, aplicação de tons e texturas, coloração e criação de balões de palavras e legendas.

## História
A versão original do programa rodava em macOS e Windows, e foi lançada no Japão como "Comic Studio" em 2001.  Foi vendido como "Manga Studio" no mercado ocidental pela E Frontier America até 2007, depois pela Smith . Micro Software até 2017;  após o qual foi vendido e apoiado pela Celsys e Graphixly LLC. 
As primeiras versões do programa foram projetadas para criar arte em preto e branco apenas com cores especiais (um formato típico de mangá japonês ), mas a versão 4 - lançada em 2007  - introduziu suporte para a criação de arte colorida. Em 2013, uma versão redesenhada do programa foi introduzida, baseada nos aplicativos Comic Studio e Illust Studio separados da Celsys. Vendido em diversos mercados como "Clip Studio Paint" versão 1 ou "Manga Studio" versão 5, o novo aplicativo trazia novas ferramentas de coloração e tratamento de texto, além de um novo sistema de arquivos que armazenava os dados de cada página em um único arquivo (extensão .lip ), em vez dos vários arquivos usados para cada página pelo Manga Studio 4 e versões anteriores. Em 2015, o Comic Studio e o Illust Studio foram descontinuados. 
Em 2016, o nome “Manga Studio” foi descontinuado, sendo o programa vendido em todos os mercados como “Clip Studio Paint”. A versão lançada sob esta marca unificada (build 1.5.4 do aplicativo redesenhado) também introduziu um novo formato de arquivo (extensão .clip ) e animação quadro a quadro.  No final de 2017, a Celsys assumiu o suporte direto para o software em todo o mundo e encerrou seu relacionamento com a Smith Micro. Em julho de 2018, a Celsys iniciou parceria com a Graphixly para distribuição na América do Norte, América do Sul e Europa.
O Clip Studio Paint para Apple iPad foi lançado em novembro de 2017,  e para iPhone em dezembro de 2019.  O Clip Studio Paint para tablets e smartphones Samsung Galaxy foi lançado em agosto de 2020 na Galaxy Store ,  com versões para outros dispositivos Android e Chromebooks lançadas em dezembro. 
As versões do software para Windows e macOS foram vendidas e distribuídas no site do desenvolvedor ou em DVD e adquiridas com uma licença perpétua ou uma assinatura contínua. As versões para iPhone, iPad e dispositivos baseados em Android são distribuídas gratuitamente pelas lojas de aplicativos correspondentes, mas exigem assinatura – que inclui armazenamento em nuvem – para uso irrestrito; sem assinatura, as versões para tablet podem ser usadas apenas por um determinado número de meses, e as versões para telefone podem ser usadas apenas 1 hora por dia. 
Atualizações regulares para a versão 1 foram distribuídas gratuitamente, tanto para usuários permanentes quanto para assinantes. Com o lançamento da versão 2 em 2023, os usuários com licenças perpétuas que desejam atualizar precisam de uma nova licença (oferecida com desconto ou gratuita, dependendo da data da compra original), da compra anual de um “passe de atualização”, ou de mudar para o licenciamento por assinatura.  A compra do "passe de atualização" fornece acesso antecipado aos recursos planejados para serem incluídos na versão 3 e em seus lançamentos subsequentes por 12 meses, após os quais o software reverterá para a licença original (1.13 ou 2.0). 

## Edições
O aplicativo foi vendido em diversas edições, com diferentes conjuntos de recursos e preços.
As primeiras versões foram vendidas no Japão como: Mini com recursos muito limitados (empacotado com tablets gráficos), Debut com recursos básicos, Pro como edição padrão e EX como edição completa. 
E Frontier e Smith Micro venderam apenas as edições Debut e EX do aplicativo original; com a versão 5 revisada, a Smith Micro vendeu apenas as edições Pro e EX , como edições padrão e avançada do programa.
Sob a marca Clip Studio Paint, o aplicativo está disponível em três edições: Debut (apenas fornecido com tablets),  Pro (adiciona suporte para desenho baseado em vetor, texturas personalizadas e recursos focados em quadrinhos) e EX (adiciona suporte para documentos de várias páginas, exportação de livros). 
Os programas complementares incluem o Clip Studio (para gerenciar e compartilhar ativos digitais distribuídos através do site do Clip Studio, gerenciar licenças e obter atualizações e suporte) e o Clip Studio Modeler (para configurar materiais 3D para usar no Clip Studio Paint).

### Manga Studio / Comic Studio
- página da Frontier America, Inc.: Manga Studio 3.0
- Página do CELSYS, Inc. Comic Studio: 4.0 Inglês , On-de-Manga , Comic Studio Aqua 1.0 para Mac OS 9/X , 1.5 Japão , 2.0 Japão , 3.0 Japão , 4.0 Japão
- Página do Manga Studio: 3.0 Debut , 3.0 EX , 4.0